# Matonge (Ixelles)
 (juin 2017).
Si vous disposez d'ouvrages ou d'articles de référence ou si vous connaissez des sites web de qualité traitant du thème abordé ici, merci de compléter l'article en donnant les références utiles à sa vérifiabilité et en les liant à la section « Notes et références ».
Pour les articles homonymes, voir Matonge.
Matonge (/matɔŋɡe/ parfois écrit Matongé) est le plus important quartier commerçant et associatif africain (principalement congolais) de Bruxelles. Il est situé dans la commune d’Ixelles, aux abords de la porte de Namur, et tire son appellation actuelle d’un quartier de Kinshasa, Matonge (ancien Camp Renkin), situé dans la commune de Kalamu. 

## Localisation
Haut lieu congolais d'Ixelles, le quartier Matongé est situé sur la colline de Waerenbergh, dans un triangle formé des chaussées de Wavre et d'Ixelles et de la rue de la Paix avec des extensions dans les rues avoisinantes. Ce triangle comprend la galerie d'Ixelles, le quartier Saint-Boniface et la Porte de Namur.

## Histoire

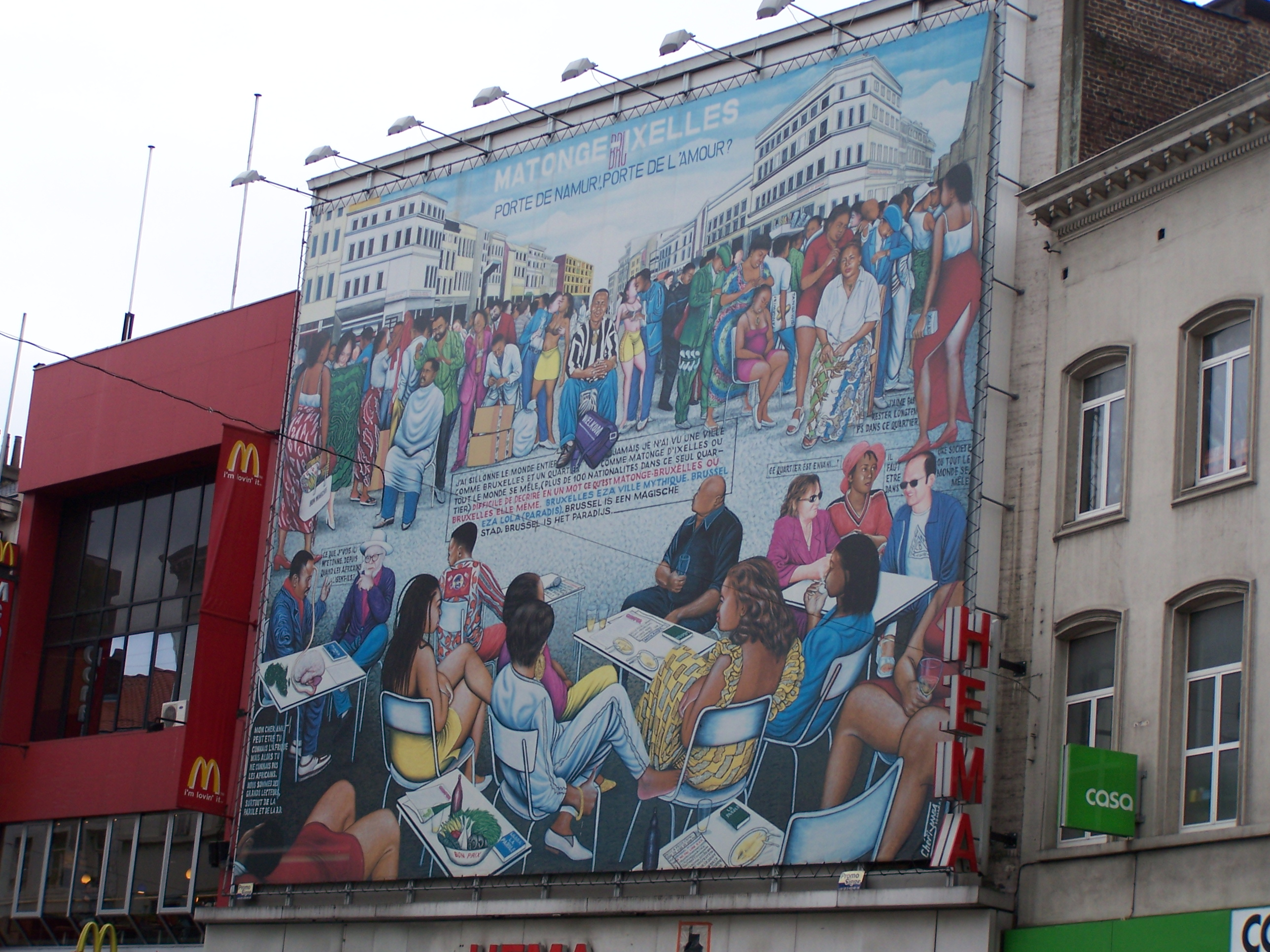
Chéri Samba, Porte de Namur, porte de l'amour?

Le quartier trouve son origine dans la présence non loin de la Maisaf, la « Maison Africaine » lieu de rencontre des Africains et résidence universitaire des étudiants congolais à qui la Belgique avait octroyé des bourses, à la fin des années 1950.
Le siège de la Maison des Colonies se trouvait également non loin de là ainsi que l'Union des Femmes Coloniales, située à une centaine de mètres dans la rue de Stassart (Porte de Namur). Les épouses des colons y recevaient une formation avant de rejoindre leur conjoint : le grand voyage pour le Congo se préparait dans le quartier Matongé.
L’indépendance du Congo augmente le flux d'expatriés, et des boutiques s'ouvrent dans la galerie marchande d’Ixelles : cafés, restaurants, bijouteries, salons de coiffure, magasins de wax et épiceries exotiques prolifèrent. Matonge devient l’un des hauts lieux de l’élégance congolaise. Plus de 45 nationalités africaines sont présentes dans le quartier. 
Si à ses origines, le quartier était essentiellement fréquenté par des Congolais, il s’est aussi développé grâce à d’autres Africains (Rwandais, Burundais et Guinéens). Dans les années 1990, l'image de Matongé a souffert d'une montée de la délinquance. Agressions et interventions policières créent une atmosphère de violence qui culmine, en janvier 2001, dans une série d’émeutes après la mort d’un jeune, abattu par un policier. La situation est nettement plus apaisée aujourd'hui.

## Vie sociale
Les autorités communales et les résidents tentent de rétablir la situation avec un certain succès, mais par ailleurs le quartier vieillit et subit une pression immobilière (due à une position géographique avantageuse) : il est en effet situé entre le quartier européen et le luxueux quartier de l'avenue Louise.
Chaque année depuis 2001, une fête multiculturelle de la solidarité et du rapprochement, Matonge en Couleurs, est organisée dans le quartier.
En décembre 2011, à la suite des résultats controversés de l'élection présidentielle en RDC, plusieurs manifestations anti-Kabila ont dégénéré en émeutes dans le quartier.
| ___ | Ce site est desservi par la station de métro : Porte de Namur. |